# Horrall-Gletscher
Der Horrall-Gletscher ist ein Gletscher im westantarktischen Marie-Byrd-Land. In der Kohler Range fließt er vom Faulkender Ridge in ostnordöstlicher Richtung zum Kohler-Gletscher, in den er am Klimov Bluff an der Walgreen-Küste einmündet.
Der United States Geological Survey kartierte ihn anhand eigener Vermessungen und Luftaufnahmen der United States Navy aus den Jahren von 1959 bis 1966. Das Advisory Committee on Antarctic Names benannte ihn 1967 nach Thomas R. Horrall, Glaziologe des United States Antarctic Research Program zur Erkundung des Marie-Byrd-Lands zwischen 1966 und 1967.